# Urban Discipline
Urban Discipline ist das zweite Studioalbum der US-amerikanischen Hardcore-/Crossover-Band Biohazard. Es erschien am 10. November 1992 über Roadrunner Records.

## Entstehung
Das im Jahre 1990 veröffentlichte, selbstbetitelte Debütalbum wurde bis zur Veröffentlichung von Urban Discipline rund 40.000-mal verkauft. Allerdings war die Band mit ihrer Plattenfirma Maze Records unzufrieden. Nach Konzerten wurden die Musiker häufig von Zuschauern angesprochen, da das Album in vielen Plattenläden erhältlich war. Zwar erhielten Biohazard auch Angebote von verschiedenen Major-Labels. Allerdings entschied sich die Band für Roadrunner Records, da die Musiker laut des Bassisten Evan Seinfeld „keinesfalls den Kontakt zur Basis verlieren wollte“.
Produziert wurde Urban Discipline von Wharton Tiers und der Band. Die Aufnahmen fanden in Tiers’ Haus in Manhattan statt. Laut dem Gitarristen Billy Graziadei konnte die Band immer nur bis fünf Uhr morgens arbeiten, da Tiers’ Ehefrau nach dieser Zeit keinen Lärm mehr duldete. Bevor die Band ins Studio ging, waren erst vier oder fünf Lieder fertiggestellt. Der Rest entstand im Studio, da Biohazard kurze Zeit später im Vorprogramm von The Exploited auf Tournee gehen wollte.
Das Lied Wrong Side of the Tracks erschien bereits auf dem Vorgängeralbum und wurde für Urban Discipline neu aufgenommen. We're Only Gonna Die (From Our Own Arrogance) ist eine Coverversion des gleichnamigen Liedes der Punkband Bad Religion. Die Musiker waren mit Tiers’ erstem Mix des Albums nicht zufrieden, so dass Urban Discipline von Steve Ett nochmal abgemischt wurde. Laut Graziadei hat die komplette Produktion 12.000 US-Dollar gekostet. Für die Lieder Punishment und Shades of Grey wurden Musikvideos gedreht.

## Hintergrund
Chamber Spins Three ist ein Nachruf auf einen erschossenen Drogendealer. Laut dem Text würde die Band für die Leben, die der Dealer zerstörte und die Menschen, die er trauernd zurückließ auf dessen Grab spucken. Das Intro des Liedes Punishment wurde aus dem Film The Punisher entnommen. Die Lieder Business und Man With a Promise handeln von den Erfahrungen der Band mit ihrem alten Plattenlabel.
Die Band fühlte sich vom Besitzer von Maze Records über den Tisch gezogen und musste viel Zeit und Geld investieren, um aus dem Vertrag herauszukommen. Nach einem Konzert wäre der Maze-Besitzer auf die Band zugekommen um die Musiker freundschaftlich zu begrüßen. Black and White and Red All Over bezieht sich auf die Rassismusvorwürfe, die aufgrund des Liedes Justified Violence vom Debütalbum gegen die Band erhoben wurden.

„Ich bin Jude, da müßte ich ein ganz schöner Idiot sein, wenn ich ungeachtet dessen ein Nazi wäre, oder?“

Das Titellied Urban Discipline ist ein autobiographisches Lied für alle vier Bandmitglieder, da es in dem Lied um die Erziehung durch das Leben auf der Straße berichtet. Billy Graziadei beklagte in einem Interview, dass viele Menschen die Texte der Band missverstehen, da sie die Texte nur überfliegen würden. Loss wäre für Evan Seinfeld ein wichtiges Lied, da es um den Verlust von vielen Freunden und Bekannten handelt, die entweder an einer Überdosis starben, sinnlos erschossen wurden, Selbstmord begingen oder ihre Eltern durch Alkohol verloren haben.
Hold My Own ist als Hidden Track auf dem Album zu hören. Das Lied erschien ursprünglich ebenfalls auf dem Debütalbum und wurde neu aufgenommen, da noch etwas Spielzeit frei gewesen wäre. Im Jahre 2000 erschien eine remasterte Version des Albums, welche als Bonus Demoversionen der Lieder Business, Urban Discipline, Loss und Black and White and Red All Over enthielt.

## Rezeption

### Rezensionen
Für Frank Albrecht vom deutschen Magazin Rock Hard bietet Urban Discipline „brutale, gewaltige und ehrliche Musik von der Straße, gekonnt gemacht, mit teilweise mehrstimmigem Gesang und einer gehörigen Portion Wut“. Unter den 13 Kompositionen befände sich „kein einziger Ausfall“ und die Texte wären „couragiert und aktuell“. Albrecht vergab 9,5 von zehn Punkten.

### Bedeutung
Urban Discipline erreichte Platz 70 der deutschen Albumcharts und war für Biohazard die erste Chartplatzierung in ihrer Karriere. Kieran McCarthy von Allmusic bezeichnete Urban Discipline als „ein originelles Hardcore Metal-Rap-Album, welches eine halbe Dekade vor der Rap-Rock-Explosion der späten 1990er Jahre erschien“. Das Album sei „trotzig und unverwechselbar und ein Vorbote von Bands wie Korn, Limp Bizkit und den Deftones“. Weltweit wurde das Album mehr als eine Million Mal verkauft. Im Buch Best of Rock & Metal des deutschen Magazins Rock Hard, in dem die nach Meinung der Rock-Hard-Redaktion 500 stärksten Metal- und Hard-Rock-Alben aller Zeiten aufgeführt werden, belegte Urban Discipline Platz 277.